# 리제 마이트너
엘리제 "리제" 마이트너(독일어: Elise "Lise" Meitner, 1878년 11월 7일 ~ 1968년 10월 27일)는 유대계 오스트리아-스웨덴의 물리학자다. 세부전공은 방사능과 핵물리학이다. 오토 한과 함께 우라늄이 중성자를 흡수하면 핵분열을 일으킨다는 것을 처음으로 발견했다. 그 내용은 1939년 초에 논문으로 발표되었다. 마이트너와 오토 로베르트 프리슈는 우라늄의 원자핵이 절반으로 나뉠 때 일부 질량이 감손되며, 질량-에너지 등가에 따라 그 감손된 질량만큼의 엄청난 에너지 방출이 핵분열에 수반될 것임을 깨달았다. 이것은 핵무기와 원자력 발전의 기본원리다.
마이트너는 대부분의 학술 경력을 독일 베를린에서 보내면서 물리학 교수, 카이저 빌헬름 연구소 부서장 등을 역임했다. 독일에서 정교수직에 오른 최초의 여성이었다. 그러나 1930년대에 독일에서 국가사회주의 독일 노동자당(나치당)이 집권하고 뒤이어 오스트리아를 병합하면서 《뉘른베르크법》의 적용 대상이 되어 모든 공직을 잃었다. 이에 스웨덴으로 도피했고 몇 년 뒤 스웨덴 시민권을 취득했다.
마이트너는 많은 상훈을 받았지만, 1944년 핵분열에 관하여 시상된 노벨 화학상을 수상하지는 못했다. 공동수상자 3명 제한 규정에 걸린 것도 아니었고 마이트너와 오랫동안 함께 연구했던 동료 오토 한이 홀로 수상했기에 노벨상 위원회는 많은 과학자들과 언론인들로부터 불공정하다고 비난받았다. 1997년 발견된 원자번호 109번 원소 마이트너륨은 리제 마이트너의 이름을 딴 것이다.

## 어린 시절

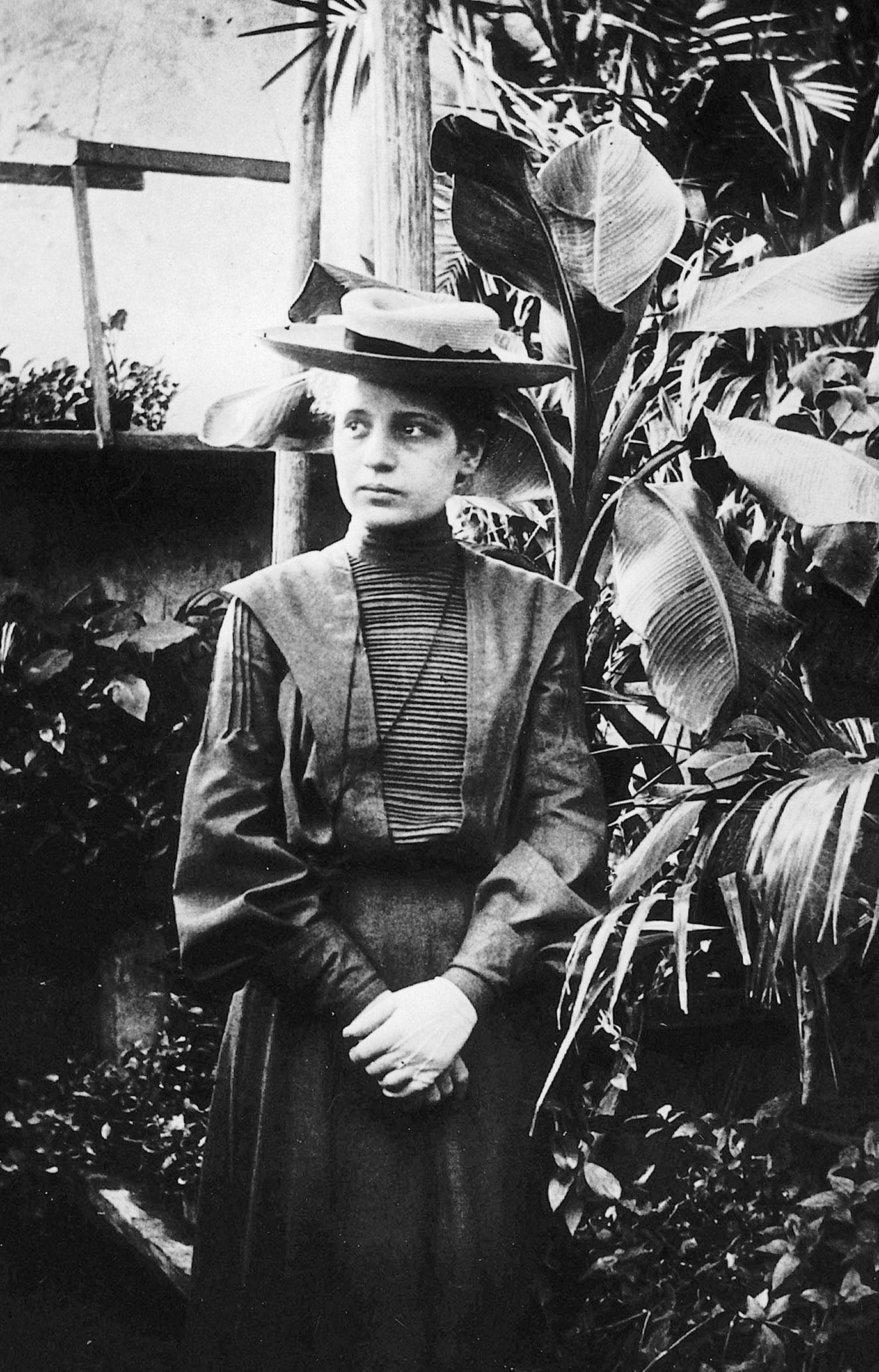
1906년의 마이트너

1878년 11월 7일 오스트리아 제국 빈 제2구(레오폴트슈타트)의 유대계 중상류층 가정의 여덟 자녀 중 셋째로 태어났다. 아버지 필리프 마이트너는 오스트리아 최초의 유대계 법조인이었다. 원래 이름은 엘리제(Elise)였으나 리제(Lise)로 개명했다. 빈 유대인 공동체의 출생등록기록에는 마이트너가 1878년 11월 17일 태어났다고 되어 있지만, 다른 공문서들은 모두 그의 출생일을 11월 7일로 기재하고 있으며, 마이트너 본인도 11월 7일을 생일로 사용했다. 성인이 되면서 유대교를 버리고 루터교로 개종했다. 기독교식 세례는 1908년 받았다.

## 교육
8세 때부터 연구라고 할 수 있는 활동을 시작했고, 베개 밑에 연구노트를 보관했다. 특히 수학과 과학에 관심을 가졌다. 첫 연구 대상은 기름막의 색깔, 빛의 반사 등이었다. 1900년 전후 빈에서는 여성의 공립고등교육기관 입학이 허용되지 않았다. 하지만 마이트너는 부모의 지지를 받아 사교육으로 물리학을 공부했고, 1901년 아카데미셰스 김나지움의 졸업시험을 통과했다. 당시 마이트너를 가르친 선생은 물리학자 루트비히 볼츠만이었다.
마이트너는 물리학을 빈 대학교에서 물리학을 공부하여 오스트리아의 두 번째 여성 박사학위자가 되었다. 졸업논문은 "불균질체의 열전도"였다.
시준기와 금속박을 이용한 알파입자 연구를 하던 중, 마이트너는 금속 원자의 질량이 커질수록 산란 정도가 커진다는 것을 알아냈고, 결과를 정리한 논문을 1907년 6월 29일 피지칼리셰 차이트슈리프트에 제출했다.
박사학위자가 되자 가스등 공장에서 취직을 제안했지만 마이트너는 거부하고, 부친의 경제적 지원에 힘입어 베를린의 프리드리히-빌헬름 대학교로 갔다. 프리드리히-빌헬름 대학교 교수 막스 플랑크는 마이트너가 자기 강의를 수강하도록 허락했는데, 그전까지 플랑크는 여성의 강의 수강신청을 모두 거부했기에 이례적인 일이었다.

## 경력
플랑크의 강의를 1년 수강한 뒤 마이트너는 플랑크의 조교가 되었다. 조교생활 첫 해에 화학자 오토 한과 함께 새로운 동위원소 여러 개를 발견했다. 1909년에는 베타복사에 관한 논문을 두 편 게재했다. 또 한과 함께 원자핵이 자연 붕괴하듯 강제로 붕괴시킬 수 있는 "방사성 반조(radioactive recoil)"라는 기법을 발견 및 발전시켰다.

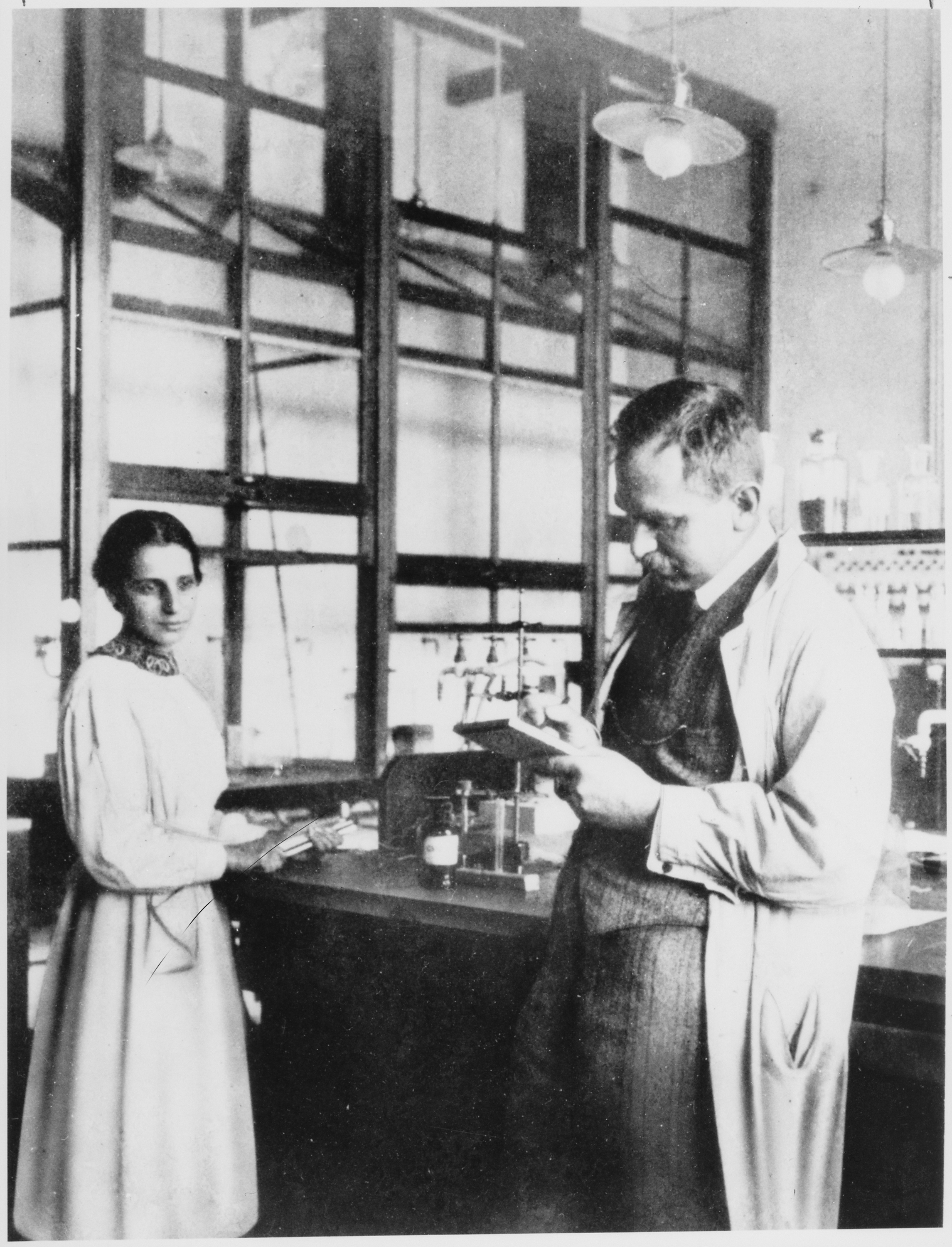
연구실의 리제 마이트너와 오토 한

1912년 마이트너와 한 등의 연구진은 새로이 설립된 카이저 빌헬름 학회(KWI)로 갔다. 마이트너는 한의 방사화학 부서의 "객원" 신분으로 무급으로 일했다. 프라하에서 조교수 자리를 제안받았으나 1913년 KWI의 정규직으로 채용되면서 잔류했다.
제1차 세계 대전 때 엑스선 장비를 다루는 간호원으로 일했다. 1916년 베를린으로 돌아와 연구를 계속하려 했지만 전쟁 경험으로 인한 상당한 내적 갈등을 겪었다.
1917년, 마이트너와 한은 프로탁티늄의 안정적 이성질체를 최초로 발견했다. 이 공로로 프로이센 과학 아카데미에서 라이프니츠 메달을 수상했다. 같은 해 마이트너는 카이저 빌헬름 화학연구소에서 자기 연구실을 얻었다.

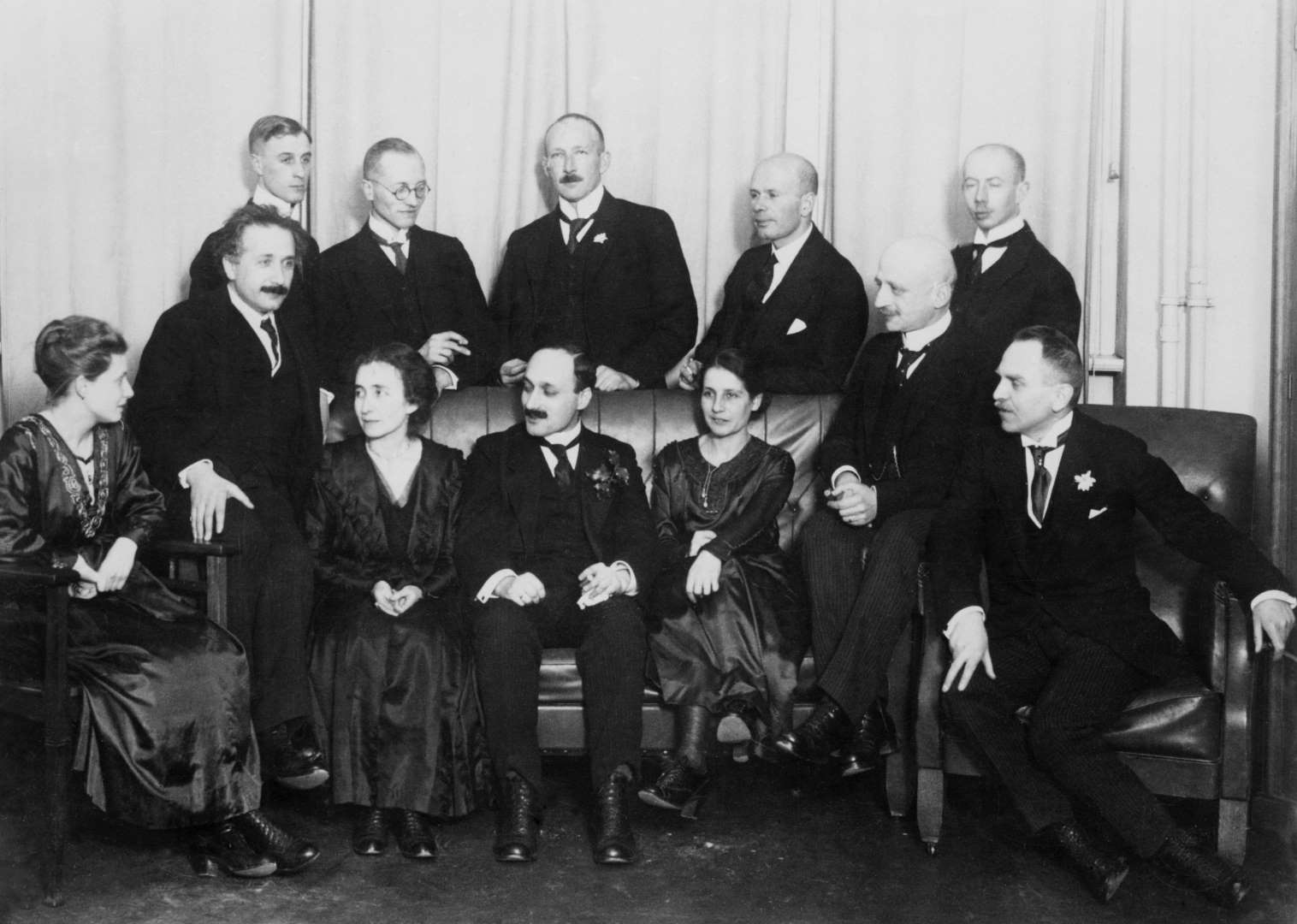
1920년 베를린의 물리학자들과 화학자들. 앞줄 오른쪽에서 세번째, 소파에 앉은 이들 중 가장 오른쪽 여성이 마이트너다. 마이트너 오른쪽의 두 사람은 프리츠 하버와 오토 한. 앞줄 왼쪽 두 번째는 알베르트 아인슈타인.

1922년, 원자의 내각전자가 방출되었을 때 외각전자가 내각을 채우면서 전후 에너지 차가 또 다른 외각전자로 전달되어 원자 밖으로 튕겨내는 현상을 밝혀냈다. 프랑스 과학자 피에르 빅토르 오제가 독립적으로, 하지만 마이트너보다 1년 늦은 1923년에 마찬가지 현상을 발견했다. 이 현상을 오제 효과라고 하는데, 먼저 발견한 마이트너가 아닌 오제의 이름이 붙었다.
1926년, 베를린 대학교에서 물리학 정교수가 되어 독일 최초의 여성 정교수가 되었다. 카이저 빌헬름 연구소에 소속되어 있던 당시 마이트너는 케임브리지 대학교 캐번디시 연구소의 제임스 채드윅과 서신을 교환했다. 당시 채드윅은 중성자의 존재를 증명하려고 시도하던 중이었는데, 마이트너가 채드윅에게 폴로늄을 보내 주었다. 채드윅은 이후 볼티모어의 병원에서 실험용 폴로늄을 더 많이 구할 수 있게 되었지만, 그래도 마이트너의 도움을 기꺼워했다.
1930년대 초에 중성자가 발견된 뒤, 과학계는 우라늄(원자번호 92)보다 무거운 원소를 실험실에서 인공적으로 만들 수 있을지 모른다는 추측을 했다. 그리하여 영국의 어니스트 러더퍼드, 프랑스의 이렌 졸리오퀴리, 이탈리아의 엔리코 페르미, 그리고 독일의 마이트너-한 사이에 과학적 경쟁이 벌어졌다. 경쟁에 참여한 이들은 모두 이것이 노벨상감이 될 수 있는 연구라고만 생각했다. 핵무기에 대한 생각은 아무도 하지 못하던 시절이었다. 한과 마이트너는 1935년부터 소위 "우라늄 너머 연구"를 시작했고, 이 연구 과정에서 1938년 12월 중원소 핵분열 현상을 우연히 발견했다. 하지만 그로부터 반 년 후 마이트너는 나치의 박해를 피해 베를린을 떠나야 했다. 알베르트 아인슈타인은 마이트너를 "독일의 마리 퀴리"라고 평가했다.
1933년 아돌프 히틀러가 권력을 잡았을 때도 마이트너는 카이저 빌헬름 화학연구소 물리학부장으로 재직하고 있었다. 마이트너는 오스트리아인으로서 독일 법의 적용대상이 아니었지만 실라르드 레오, 프리츠 하버, 오토 로베르트 프리슈(마이트너의 이조카) 등 다른 유대계 학자들은 모조리 해고되거나 사퇴를 강요당했다. 1938년 3월 독일과 오스트리아가 합방(안슐루스)하면서 독일인이 된 마이트너는 뉘른베르크 인종법의 적용대상이 되어 처지가 위험해졌다. 카이저 빌헬름 연구소장 오토 한과 네덜란드 물리학자 더크 코스터와 아드리안 포커의 도움을 받아 네덜란드로 도피했다. 마이트너는 숨어서 국경지대까지 이동했고, 코스터가 국경의 이민 담당 독일 관리에게 마이트너가 네덜란드로 이동할 자격이 있음을 보증하여 간신히 네덜란드로 넘어갔다. 하지만 이 과정에서 마이트너는 독일에서 이룬 모든 지위와 재산을 버리고 몸만 빠져나와야 했다. 마이트너가 후일 회고한 바에 따르면 독일을 탈출할 당시 수중에 10마르크밖에 없었다고 한다. 도피하기 전에 오토 한이 자기 어머니의 유품인 다이아몬드 반지를 마이트너에게 주었다. 국경에서 가로막힐 경우 뇌물로 사용하라고 준 것이었다. 하지만 뇌물을 쓰지 않고 해결되었기에 이 반지는 나중에 마이트너의 조카의 아내가 받아 가지게 되었다.
흐로닝언 대학교에 임용되려 했으나 뜻대로 되지 않자, 에바 폰 바어와 칼 빌헬름 오젠의 도움을 받아 스웨덴으로 갔다. 스톡홀름에서 만네 시그반의 연구소에 들어갔지만, 시그반이 성차별주의자였기에 불편한 신세가 되었다. 여기서 일하면서 당시 코펜하겐과 스톡홀름을 정기적으로 오가던 닐스 보어와 알고 지내게 되었다. 스톡홀름에서 마이트너는 한을 비롯한 독일 과학자들과 서신교환을 통한 연구 공조를 계속했다.
한이 보어의 연구소에서 강의하게 된 것을 기회로 마이트너, 보어, 한, 프리슈가 1938년 11월 10일 코펜하겐에서 재회했다. 그 뒤로도 그들은 서로 많은 편지를 주고받으며 연락을 유지했다. 12월, 한과 한의 조교 프리츠 슈트라스만이 베를린에서 핵분열의 증거를 발견했다. 한은 원자핵이 "분열"하는 것만이 우라늄에 중성자를 첨가했을 때 바륨이 튀어나오는 현상에 대한 유일한 타당한 설명임을 인지했지만, 이 황당한 결론을 바로 받아들일 수 없어 마이트너에게 의견을 묻는 서신을 보냈다.
우라늄의 핵이 중성자를 얻어맞아 쪼개질 가능성은 이미 여러 해 전에 제기된 바 있고, 특히 이다 노다크는 1934년 "핵분열"이라는 말을 처음으로 사용했다. 하지만 한이 제공한 정보에 준경험적 질량공식을 적용하여 그 원자핵의 분열이 구체적으로 어떻게 일어나는 것인지에 관한 이론을 세운 것은 마이트너와 프리슈가 최초였다. 중성자를 맞은 우라늄 원자핵은 바륨과 크립톤으로 쪼개지는데, 이때 여러 개의 중성자와 대량의 에너지를 발생시킨다. 마이트너와 프리슈는 우라늄보다 원자번호가 큰(즉 무거운) 원소는 양성자가 너무 많아서 그 양성자들 사이의 척력이 강력을 초과하기 때문에 자연 상태에 안정적으로 존재할 수 없음을 밝혀냈다. 또한 핵분열 때 발생하는 대량의 에너지를 아인슈타인의 유명한 질량-에너지 등가 공식 E = mc2로써 설명한 것도 마이트너와 프리슈가 최초였다.

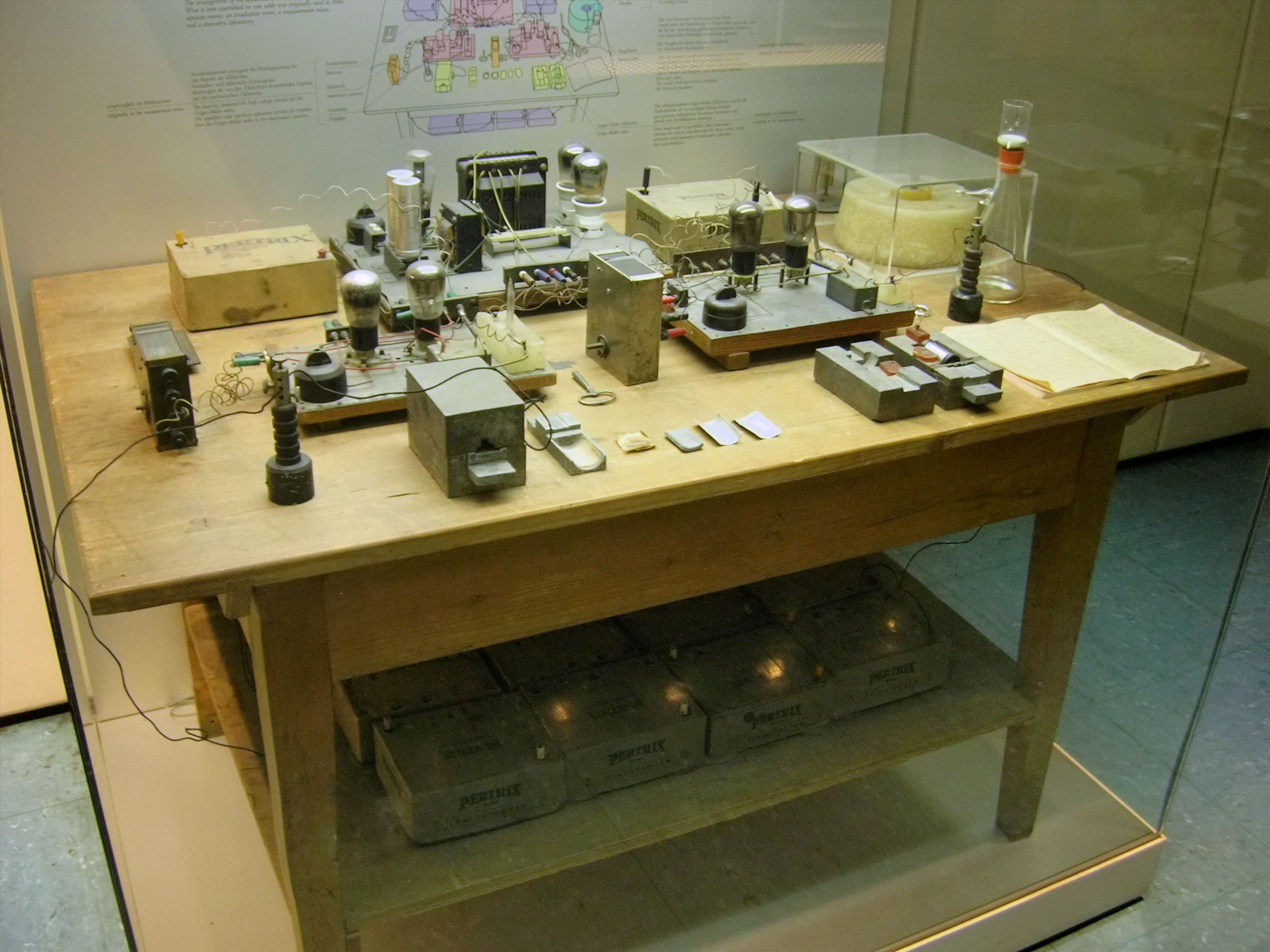
뮌헨 독일박물관에 재현된 핵분열 실험장치.

1938년 12월 보어가 보낸 편지가 이런 착상을 가능케 했다. 보어는 우라늄에 중성자를 쏘았을 때 발생하는 에너지가 비핵분열성 핵에서 계산하여 예측한 바보다 훨씬 크다는 점을 언급했다. 그리고 마이트너와 프리슈가 이 발견이 온전히 화학적으로 설명될 수 있음을 입증한 것이다. 다만 본업이 화학자였던 한은 물리적 과정을 설명하기 위해 화학을 도구로 사용하는 것을 마뜩치 않아했다.
한과 슈트라스만은 1938년 12월 독일 자연과학 학술지에 첫 논문을 제출했다. 이 논문에서 그들은 우라늄을 중성자로 두들김으로써 바륨을 검출해냈다고 밝혔다. 그러는 동시에 한은 마이트너에게도 편지를 보내 실험 결과를 은밀하게 공유했지만, 자기 연구소의 독일 물리학자들에게는 가르쳐 주지 않았다.
1939년 2월 10일, 자연과학 학술지에 바륨의 존재 증거에 관한 2차 논문을 게재하면서 한과 슈트라스만은 "우라늄 분열(Uranspaltung)"이라는 말을 처음으로 사용하고, 핵분열 과정에서 추가적인 중성자 방출이 있을 것임을 예측했다. 연쇄반응에 관한 이 예측은 나중에 프레데리크 졸리오 연구진이 입증한다. 마이트너와 프리슈는 한과 슈트라스만의 실험 결과를 핵분열 때문이라고 정확하게 해석한 최초의 물리학자들이었으며, 자기들의 연구 결과를 네이처에 게재했다. 프리슈는 이것을 1939년 1월 13일 실험에서 재확인했다.
위 세 논문, 즉 한-슈트라스만의 1939년 1월 6일자 논문, 한-슈트라스만의 1939년 2월 10일자 2차논문, 그리고 프리슈-마이트너의 1939년 2월 11일자 논문은 과학계를 충격에 빠뜨렸다. 핵분열이 엄청난 에너지를 방출하는 동시에 추가적인 중성자를 방출하고, 그 중성자가 또다른 핵분열을 유발하는 연쇄반응이 실존한다면 상상을 초월하는 총량의 에너지가 방출될 수 있다. 이것은 군사적으로 응용될 가능성이 다분했고, 그것을 최초로 발견한 것이 독재국가이며 군사적 도발을 계속하고 있는 독일이었다. 실라르드 레오, 에드워드 텔러, 유진 위그너가 이 사태를 심각하게 받아들이고, 알베르트 아인슈타인을 설득하여 미국 대통령 프랭클린 루스벨트에게 편지를 보냈다. 이 편지는 흔히 아인슈타인 편지라고 알려져 있지만 아인슈타인은 당대 유명인사로서 이름만 빌려주었을 뿐이고 대부분의 내용은 실라르드가 작성했다. 1940년에는 프리슈와 루돌프 파이얼스가 핵무기의 구체적 구상을 최초로 서술한 프리슈-피어를스 비망록을 작성했다. 이러한 움직임은 1942년의 맨해튼 프로젝트로 이어지게 된다. 마이트너는 “나는 폭탄 따위에 관해서 할 일이 없다!”고 선을 긋고 맨해튼 프로젝트 참여 제안을 거부했다. 마이트너는 히로시마·나가사키 원자폭탄 투하를 목도하고 “그런 폭탄이 발명된 것에 대한 유감”을 밝혔다.

## 노벨상 불발
마이트너는 생전에 상당히 많은 상훈들을 받았지만, 노벨상을 받지 못했다는 것은 그 모든 상훈들을 가려버릴 정도의 그림자를 만들었다. 1945년 11월 15일, 왕립 스웨덴 과학한림원은 오토 한에게 “중원소 핵분열 발견”의 업적을 평가하여 노벨 화학상을 수여했다.
마이트너 본인도 “한이 (실험 수행자로서) 화학상을 받을 만하다는 것에는 의심의 여지가 없지만, 프리슈와 나도 우라늄 분열 과정을 밝히는 데 있어 사소하지 않은 기여를 했다고 생각한다. 그 과정이 어떻게 발생하는 것이고 왜 그렇게 많은 에너지를 발생시키는 것인지를 밝히는 것은 한과는 상당히 거리가 있는 이야기다”라는 편지를 쓰며 서운함을 표시했다. 마이트너의 조교였던 카를 프리드리히 폰 바이츠제커 역시 비슷한 맥락에서 “한은 분명히 이 노벨상을 받을 자격이 있다. 사실 이 발견이 아니었더라도 그는 언제고 (노벨상을) 받았을 것이다. 다만 원자핵 분열이 노벨상감이라는 것을 모두가 인정할 뿐이다.”라는 말을 했다. 프리슈도 1955년 쓴 편지에서 비슷한 이야기를 했다.
한의 노벨상 수상은 오래 전부터 예상되었던 바였다. 한과 마이트너 두 사람 모두 핵분열을 발견하기 이전부터 각각 화학상과 물리학상 후보자로 여러 번 지명되었다. 1945년, 스웨덴 노벨 위원회는 노벨 화학상을 한이 단독 수상하는 것을 결정했다. 1990년대가 되어 그동안 봉인되어 있던 노벨 위원회의 회의록이 공개되고, 1996년 루스 르윈 시메(Ruth Lewin Sime)가 마이트너 평전을 쓰면서 마이트너가 노벨상을 받지 못한 것에 관한 이의제기가 재부상했다. 1997년 미국 물리학회 회지에 기고한 글에서 시메와 엘리자베스 크로포드(Elisabeth Crawford), 마크 워커(Mark Walker)는 “리제 마이트너가 1944년 노벨상을 공동수상하지 못한 것은 노벨 위원회가 그 구조상 학제간 연구를 이해하기 어려웠기 때문으로 보인다. 화학상 담당 위원회의 위원들은 마이트너의 기여분을 정당하게 평가할 능력 또는 의지가 없었을 것이다. 또한 전쟁으로 인해 스웨덴 과학자들은 제한적인 정보에 의존해야 했다. 마이트너의 화학상 배제는 학문 분야상의 편향, 정치적 둔감함, 무지함, 조급함이 복합된 결과라고 요약할 수 있다”고 결론내렸다.
1962년 노벨 화학상 수상자인 맥스 퍼루츠도 노벨 위원회의 공동연구에 관한 이해 부족이 노벨상의 불공정성을 심화하고 있다며 마이트너의 예시를 사례로 들었다.

## 여생 및 말년
전쟁이 끝난 뒤 마이트너는 독일에 정나미가 떨어져 버렸다. 그는 오토 한과 막스 폰 라우에를 비롯한 독일 과학자들이 나치에 부역하면서 히틀러 정권의 범죄에 아무런 저항도 하지 않았을 것이라고 판단했던 것 같다. 독일에서 가장 선도적인 핵물리학자였던 베르너 하이젠베르크의 경우 이름까지 거론해 가면서 강제수용소로 끌고 가 그 참상을 눈으로 확인하게 해야 한다고 비난했다. 1945년 6월 마이트너는 한에게 보내는 다음과 같은 날선 내용의 편지를 썼지만 끝내 부치지는 않았고, 죽을 때까지 한 가족과 관계를 유지했다.
당신들은 모두 나치를 위해 일했어. 당신도 그저 수동적인 저항밖에 하지 않았지. 물론 여기서 저기서 박해받는 사람들 몇몇을 구해주면서 스스로의 양심을 매수하려 들었겠지만, 수백만 명의 무고한 사람들이 저항도 하지 못하고 살해당하는 가운데 ... [누가 그러기를] 당신들은 처음에는 동료들을 배신했고, 그 다음에는 자기 자녀들을 범죄 전쟁의 판돈으로 내놓았고, 그리고 결국에는 독일마저 배신했다고. 이유인즉 전쟁이 이미 가망이 없어졌던 시점에서, 독일을 파괴하는 무의미한 짓에 맞서기 위해 무기를 들고 나선 사람은 당신들 중 아무도 없었기 때문이지.

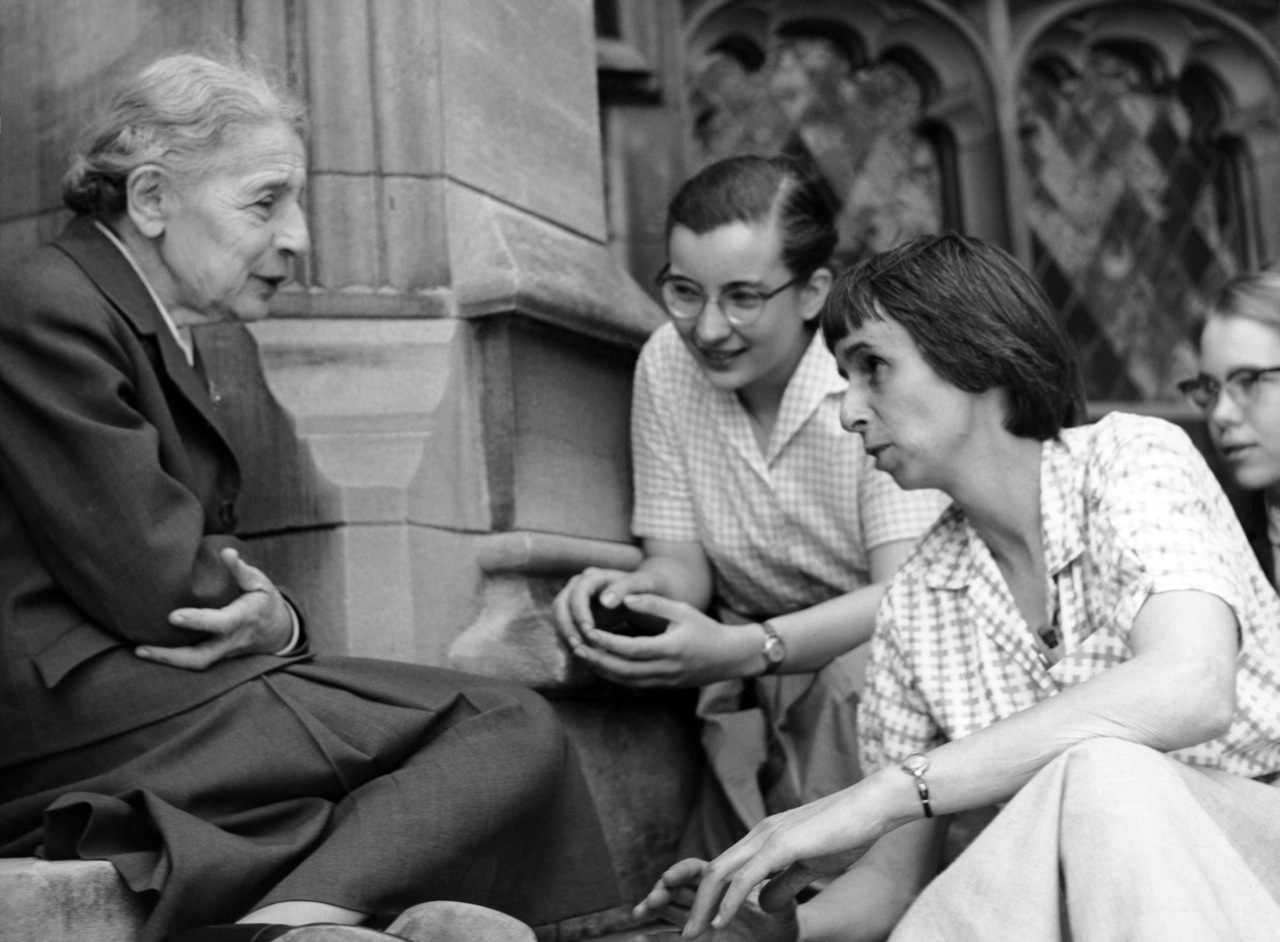
1959년, 브린모어 대학의 학생들과 마이트너.

이후 1950년대와 1960년대에 마이트너는 독일을 종종 방문하며 한 및 한의 가족들과 여러 번 만나 함께 시간을 보냈다. 특히 1959년 3월 8일에는 괴팅겐에서 열린 한의 80세 생일 잔치 자리에 참여해 한을 칭송하는 연설을 하기도 했다. 한 역시 1968년 사망한 직후 출간된 회고록에서 자신과 마이트너가 평생의 친구로 남았다고 썼다. 물론 이 둘의 관계는 시련과 착오로 가득했고, 한과 마이트너 중 시련을 더 많이 받은 것이 마이트너 쪽임도 분명해 보이지만, 마이트너는 한에 대해 깊은 애정 이외의 다른 감정을 공개적으로 밝힌 적은 한 번도 없었다.
1947년, 마이트너는 시그반 연구소에서 퇴직하고, 스웨덴 원자력위원회가 왕립 기술연구소에 새로 만든 연구실로 옮겼다. 1949년 스웨덴 시민권을 취득했다. 1960년 완전히 은퇴하고 친지들 대부분이 살고 있는 영국으로 이주했다. 다만 그 뒤로도 때때로 비정규 업무나 강좌는 계속했다.
1964년 미국을 여행하던 중 심장마비를 일으켰고, 회복할 때까지 여러 달이 걸렸다. 마이트너는 죽상동맥경화증으로 심신이 피폐해져 있었다. 엔리코 페르미 상 수상을 위해 이동할 수도 없어서 친지들이 대신 수상해 전달해 주어야 했다. 1967년에는 넘어져서 엉덩이뼈가 부서지고, 경미한 중풍을 여러 번 겪었다. 그 뒤 잠깐 회복되는 듯 했으나 결국 케임브리지 요양소로 옮겨졌다.
1968년 10월 27일 수면 도중 사망했다. 향년 89세. 오토 한(1968년 7월 사망)과 그 아내 에디트 한(1968년 8월 사망)이 먼저 죽었다는 것을 모르는 채 죽었다. 그 소식을 전했을 때 마이트너가 정신적 충격을 감당할 수 없다고 판단한 가족들이 전하지 않았기 때문이다. 유언에 따라 햄프셔의 브램리(Bramley)라는 동네의 세인트제임스 교구교회에 남동생 월터(1964년 사망) 곁에 묻혔다. 묘비명은 조카 프리슈가 썼다.
리제 마이트너: 언제나 인류를 사랑한 물리학자
Lise Meitner: a physicist who never lost her humanity.